# Dolní Bousov
Dolní Bousov är en stad i Tjeckien.   Den ligger i regionen Mellersta Böhmen, i den centrala delen av landet, 60 km nordost om huvudstaden Prag. Dolní Bousov ligger 243 meter över havet och antalet invånare är 2 275.
Terrängen runt Dolní Bousov är platt. Runt Dolní Bousov är det ganska glesbefolkat, med 38 invånare per kvadratkilometer. Närmaste större samhälle är Mladá Boleslav, 16,2 km väster om Dolní Bousov. Trakten runt Dolní Bousov består till största delen av jordbruksmark.